# قنصور قيليقي
القنصور القيليقي (الاسم العلمي:Colutea cilicica) هي نوع نباتي يتبع جنس القنصور من فصيلة البقولية.